# Миколаївська астрономічна обсерваторія
Миколаївська астрономічна обсерваторія (повна офіційна назва — Науково-дослідницький інститут «Миколаївська астрономічна обсерваторія», НДІ МАО; первинна назва — Обсерваторія Чорноморського флоту) — астрономічна обсерваторія в місті Миколаєві, перший подібний заклад в Україні.

## Загальні дані
Миколаївська обсерваторія — одна з найстаріших обсерваторій Східної Європи, заснована в 1821 році як морська. З 1912 року вона стає Миколаївським відділенням Головної (Пулковської) астрономічної обсерваторії (ГАО). У 1935 році була включена в мережу наукових установ Академії наук СРСР як Миколаївське відділення ГАО. У 1992 році стає самостійним науковим закладом України, а з 2002 року — Науково-дослідним інститутом «Миколаївська астрономічна обсерваторія». На даний момент знаходиться в підпорядкуванні Державного комітету України з питань науки, інновацій та інформатизації. Обсерваторія розташована в центральній частині міста Миколаєва на висоті 52 м над рівнем моря з географічними координатами: 31° 58' східної довготи і 46° 58' північної широти. Миколаївська обсерваторія була включена до попереднього списку об'єктів Світової спадщини ЮНЕСКО від України. (Tentative list # 5116 [Архівовано 4 квітня 2013 у WebCite], Tentative list # 5267 [Архівовано 4 квітня 2013 у WebCite]).

## Історія закладу

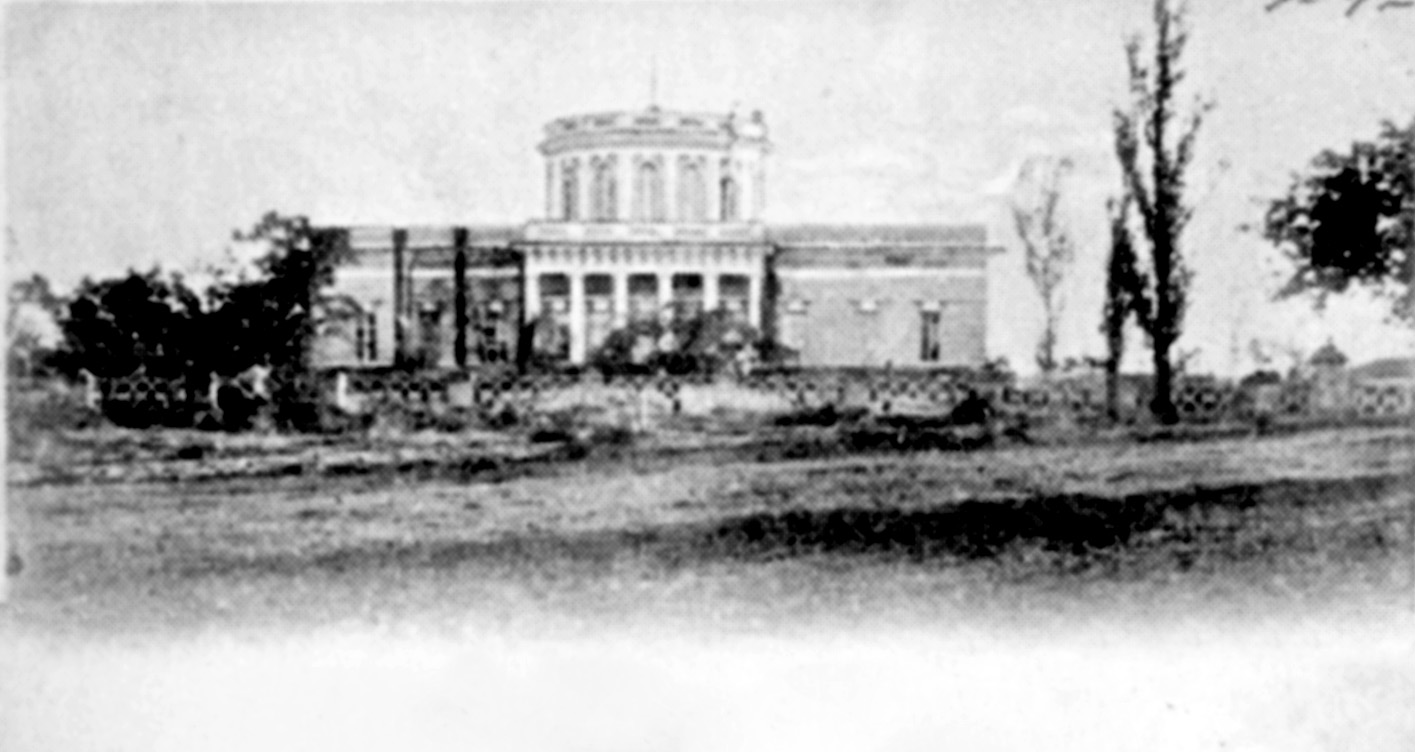
Миколаївська обсерваторія у 1900 році

### Морська обсерваторія (1821—1912)
Миколаївська астрономічна обсерваторія заснована в 1821 р. адміралом Олексієм Самуїловичом Грейгом як морська обсерваторія з метою забезпечення Чорноморського флоту часом, картами та навчання морських офіцерів астрономічним методам орієнтування. Місцем для будівництва обсерваторії була обрана вершина Спаського кургану — найвищий пагорб м. Миколаєва (52 м), автором проекту головного будинку був головний архітектор Чорноморського адміралтейства Федір Іванович Вунш (1770—1836). За рекомендацією Василя Яковича Струве на пост першого директора був призначений Карл Христофорович Кнорре (1801—1883), якому тоді ще не було й 20 років. Одночасно з діяльністю з підготовки морських офіцерів він почав займатися науковими астрономічними дослідженнями, відомий в історії астрономії як автор 5-го аркуша зоряної карти Берлінської академії наук, за допомогою якої потім були відкриті малі планети 5 Астрея і 8 Флора. К. Кнорре пробув на посаді директора обсерваторії 50 років. Астрономічні дослідження в Обсерваторії були продовжені другим директором Іваном Єгоровичем Кортацці (1837—1903), який створив каталог положень зірок, згодом названий «Миколаївська зона». У морський період діяльності обсерваторії К. Х. Кнорре і І. Є. Кортацці були виконані гідрографічні роботи на Азовському, Чорному і Мармуровому морях, проведені описи та визначені точніші географічні координати багатьох опорних пунктів карт зазначених морів. Флот був забезпечений точними інструментами і досконалими методами визначення часу (довготи) і широти.

### Миколаївське відділення Пулково (1912—1991)
До 1911 року обсерваторія перебувала в Морському міністерстві, з 1912 по 1991 рр. МАО — південне відділення Пулковської обсерваторії. Головним завданням обсерваторії в цей період було поширення системи Пулковських абсолютних зоряних каталогів на південне небо і виконання регулярних спостережень Сонця та тіл Сонячної системи. Для оснащення нового відділення з Одеси були перевезені Вертикальний круг Репсольда і пасажний інструмент Фрейберга-Кондратьєва. У період найбільших потрясінь у житті нашого суспільства: Першої Світової війни, революції, обсерваторії вдалося пережити і зберегти статус наукової установи, її директором був Борис Павлович Остащенко-Кудрявцев (1879—1956). Відродження обсерваторії після важких випробувань пов'язано з ім'ям четвертого директора Леоніда Івановича Семенова (1878—1965), який очолив обсерваторію в 1923 році. У 1931 році в МАО була створена високоточна Служба часу, яка брала участь у національних і міжнародних програмах з визначення точного часу, а в 1935 році обсерваторія була включена в систему установ Академії наук СРСР як Пулковського відділення.
У роки німецько-радянської війни з серпня 1941 по березень 1944 року обсерваторія перебувала у зоні німецької окупації. Директору Л. І. Семенову вдалося зберегти її від серйозних пошкоджень і руйнувань. У роки повоєнного відродження директором обсерваторії (в 1951 році) призначається Яків Юхимович Гордон (1912—1978). У 1955 році до Миколаєва з Пулкова було перевезено меридіанне коло Репсольда, на якому після відновлення і ряду модернізацій протягом 40 років велися різні спостережувальні програми. У 1961 році після введення в дію перевезеного також з Пулкова зонного астрографа фірми «Карл Цейс» в МАО почалася історія фотографічної астрометрії. Миколаївські фотографічні спостереження тіл Сонячної системи знаходяться в числі одних з найточніших у світі. У 1957—1969 роках проводилися візуальні і фотографічні спостереження ШСЗ для визначення їх орбіт. А в 70-80-ті роки обсерваторія була ініціатором і основним виконавцем декількох наукових експедицій для спостережень в умовах полярної ночі на острові Західний Шпіцберген, в умовах високогір'я на Кавказі. У загальній складності в МАО було створено близько 35 різних каталогів положень небесних світил. У 1978 році директором обсерваторії стала Римма Тимофіївна Федорова (1934 р.н.), яку в 1986 році змінив на цій посаді нинішній директор Геннадій Іванович Пінігін (1943 р.н.). У 2015 р. очолив обсерваторію Шульга Олександр Васильович.

### Миколаївська астрономічна обсерваторія
|                                                           |  |  |
| Пам'ятна монета НБУ присвячена Миколаївській обсерваторії |  |  |

У 1992 році Миколаївська астрономічна обсерваторія здобула статус самостійної наукової установи, в 2002 році отримала офіційний статус науково-дослідного інституту. Зберігаючи свої наукові традиції, МАО розширила тематику досліджень в області астрономічного приладобудування і дослідження навколоземного простору. У 1995 році в МАО створено і введено в дію автоматичний телескоп з ПЗЗ приймачем Аксіальний меридіанний круг (АМК), який в 1999 році був включений до списку об'єктів, що становлять національне надбання України. Після модернізації та оснащення ПЗС приймачем зонний астрограф був перейменований в мультиканальний телескоп (МКТ). У 2004 році був введений в експлуатацію Швидкісний автоматичний комплекс (ШАК), на якому ведуться регулярні спостереження об'єктів ближнього космосу в рамках участі у виконанні Національної космічної програми України з контролю та аналізу космічної обстановки. У 2009 році створено перший в Україні мобільний телескоп «Мобітел», що складається з чотирьох самостійних монтувань, оснащених сучасними ПЗЗ камерами і системою програмного керування в режимі віддаленого доступу. Проводиться перспективна робота по створенню Миколаївської віртуальної обсерваторії (НікВО) в рамках створення Української національної віртуальної обсерваторії.
2 квітня 2024, Кабінет Міністрів України ухвалив рішення про приєднання Миколаївська астрономічна обсерваторії Головної астрономічної обсерваторії НАН України.
8 серпня 2024, було припинено діяльність юридичної особи Науково-дослідний інститут «Миколаївська астрономічна обсерваторія» шляхом приєднання обсерваторії до ГАО НАНУ.

## Музей
Наприкінці 2000-х років реалізується ідея зі створення музею при Миколаївській астрономічній обсерваторії. Його експозиція включає унікальну колекцію приладів, зібраних за майже 200-літню історію обсерваторії — тут є технічні засоби за спогляданням зірок від XIII століття до сьогодення. Поруч з обсерваторією, у дерев'яному павільйоні, відвідувачі музею зможуть побачити меридіанне коло Репсольда (воно призначене для вимірювання координат небесних світил і визначення поправок до часу), вертикальне коло Репсольда (визначє зенитні відстані небесних світил, що є матеріалами для вираховування їх схилень), окрім того, до експозиції потраплять великий зеніт-телескоп, зоряний інтерферометр, два сонячних телескопи, коронограф, великий радіотелескоп віялової системи, а також телескоп, який півтора століття вважався найбільшим у світі (він був створений у Росії, а в середині XX століття його перевезли до Миколаєва і модернізували, за його допомогою науковці спостерігали за небесними тілами аж до 2002 року).

## Наукові напрямки
- Динаміка тіл Сонячної системи[22] — ПЗЗ-спостереження обраних астероїдів з метою поліпшення їхніх орбіт і визначення мас; спостереження астероїдів, що зближаються із Землею; фотометричні спостереження малих планет та супутників великих планет.
- Зоряні системи координат[23] — поширення системи каталога Hipparcos на слабкі зірки; дослідження зв'язку радіо й оптичної систем координат; створення каталогів положень зірок в обраних ділянках небесної сфери.
- Дослідження навколоземного простору[8] — вдосконалення методики спостережень об'єктів ближнього космосу; спостереження геостаціонарних супутників із метою поліпшення елементів їхніх орбіт; контроль стану іоносфери з метою сейсмопрогнозування і вивчення сонячно-земних зв'язків; регулярні GPS -спостереження.
- Інформаційна підтримка астрономічних досліджень[12] — програмне забезпечення проведення й обробки спостережень; створення системи віддаленого доступу до астрономічних комплексів з використанням локальної мережі і Internet; створення і ведення загальної бази даних МАО як елемента віртуальної обсерваторії.
- Історія астрономії[24] — внесок МАО в астрометричні дослідження, освітлення діяльності та внеску окремих працівників МАО в різноманітних областях астрометрії, дослідження історії експедицій МАО.

## Віртуальна обсерваторія
Миколаївська астрономічна обсерваторія є учасником Української віртуальної обсерваторії та Міжнародного альянсу віртуальних обсерваторій.

## Дивіться також
- Військово-морська обсерваторія США
- Харківська астрономічна обсерваторія
- Одеська обсерваторія
- Кримська астрофізична обсерваторія
- Полтавська гравіметрична обсерваторія Інституту геофізики імені С. І. Субботіна НАН України
- Астрономічна обсерваторія Львівського університету
- Астрономічна обсерваторія Київського університету

## Виноски
1. ↑  Морская обсерватория (1821-1912) - История НАО - О нас - НАО - : Николаевская Астрономическая Обсерватория. mao.mk.ua. Процитовано 27 жовтня 2024.
2. ↑  Миколаївське відділення Пулково (1912-1991) - Історія МАО - Про нас - МАО - : Миколаївська Астрономічна Обсерваторія. mao.mk.ua. Процитовано 27 жовтня 2024.
3. ↑  Вертикальне коло Репсольда - музей - - : Миколаївська Астрономічна Обсерваторія. mao.mk.ua. Процитовано 27 жовтня 2024.
4. ↑  - музей - - : Миколаївська Астрономічна Обсерваторія. mao.mk.ua. Процитовано 27 жовтня 2024.
5. ↑  МКТ - Інструменти - МАО - : Миколаївська Астрономічна Обсерваторія. mao.mk.ua. Процитовано 27 жовтня 2024.
6. ↑  Тіла Сонячної системи - Наукові напрямки - МАО - : Миколаївська Астрономічна Обсерваторія. mao.mk.ua. Процитовано 27 жовтня 2024.
7. ↑  Геннадій Іванович Пінігін - Біографічна інформація - - : Миколаївська Астрономічна Обсерваторія. mao.mk.ua. Процитовано 27 жовтня 2024.
8. 1 2  Околоземное космическое пространство - Научные направления - НАО - : Николаевская Астрономическая Обсерватория. mao.mk.ua. Процитовано 27 жовтня 2024.
9. ↑  Национальное достояние Украины - Наследие и достояние - НАО - : Николаевская Астрономическая Обсерватория. mao.mk.ua. Процитовано 27 жовтня 2024.
10. ↑  САК - Инструменты - НАО - : Николаевская Астрономическая Обсерватория. mao.mk.ua. Процитовано 27 жовтня 2024.
11. ↑  Мобител - Инструменты - НАО - : Николаевская Астрономическая Обсерватория. mao.mk.ua. Процитовано 27 жовтня 2024.
12. 1 2  Виртуальная обсерватория - Научные направления - НАО - : Николаевская Астрономическая Обсерватория. mao.mk.ua. Процитовано 27 жовтня 2024.
13. ↑  Миколаївську обсерваторію приєднають до Головної астрономічної обсерваторії. 24 Канал (укр.). 2 квітня 2024. Процитовано 27 жовтня 2024.
14. ↑  Миколаївську обсерваторію приєднають до Головної астрономічної обсерваторії НАН України | Inshe.tv (укр.). 2 квітня 2024. Процитовано 27 жовтня 2024.
15. ↑  Гакман, Анна (3 квітня 2024). Миколаївську астрономічну обсерваторію приєднають до Головної астрономічної обсерваторії НАН України. НикВести (укр.). Процитовано 27 жовтня 2024.
16. ↑  Квітко, Аліна (27 травня 2024). 203 роки Миколаївській обсерваторії: в краєзнавчому музеї нагадали цікаві факти про памʼятку культури. НикВести (укр.). Процитовано 27 жовтня 2024.
17. ↑  Припинення діяльності юридичної особи НДІ «Миколаївська астрономічна обсерваторія» - Новости - Новости и события - НАО - : Николаевская Астрономическая Обсерватория. mao.mk.ua. Процитовано 27 жовтня 2024.
18. ↑  Миколаївську астрономічну обсерваторію приєднали до Головної обсерваторії НАНУ. Novosti-N (ua) . Процитовано 27 жовтня 2024.
19. ↑  Миколаївську обсерваторію приєднають до Головної астрономічної обсерваторії Національної Академії Наук України. Суспільне Новини.
20. ↑  НІС-ТВ (28 вересня 2021), Об'єктив 28 09 21 До Миколаївської астрономічної обсерваторії з'їхалися фахівці на конференцію, процитовано 27 жовтня 2024
21. ↑  Кирпа Ірина Зірки під прицілом. Найстаріша українська обсерваторія в Миколаєві відкриє музей телескопів [Архівовано 28 грудня 2009 у Wayback Machine.] // «Україна Молода» № 186 за 8 жовтня 2009 року
22. ↑  Тела Солнечной системы - Научные направления - НАО - : Николаевская Астрономическая Обсерватория. mao.mk.ua. Процитовано 27 жовтня 2024.
23. ↑  Опорные системы координат - Научные направления - НАО - : Николаевская Астрономическая Обсерватория. mao.mk.ua. Процитовано 27 жовтня 2024.
24. ↑  Историко-астрономические исследования - Научные направления - НАО - : Николаевская Астрономическая Обсерватория. mao.mk.ua. Процитовано 27 жовтня 2024.
25. ↑  Віртуальна обсерваторія - МАО - : Миколаївська Астрономічна Обсерваторія. mao.mk.ua. Процитовано 27 жовтня 2024.

#### Відео
- Миколаївська астрономічна обсерваторія на YouTube. Миколаївська міська рада.
- Секрети Миколаївської обсерваторії на YouTube. Суспільне Миколаїв.
- Ранкова мандрівка. Миколаївська астрономічна обсерваторія на YouTube. Суспільне Миколаїв.
- Миколаївська астрономічна обсерваторія – одна з найстаріших у Східній Європі на YouTube. Ідентичність Миколаївщини. ТРК МАРТ[1].
- Добричева, Дар'я. Історія створення Миколаївської астрономічної обсерваторії на YouTube.
- 200 років Миколаївській астрономічній обсерваторії 5 гривень 2021 Україна Інші монети на YouTube. 〖𝐌𝐏〗.